# フロイン
フロイン(Furoin)は、化学式の有機化合物である。シアン化物イオンの触媒で、フルフラールより生成する。

## 反応
フルフラールからのフロインの合成は、チアミンによっても触媒される。1957年、ロナルド・ブレスローは、この反応には比較的安定な形態のチアミンが関与すると主張した。下記の触媒サイクルでは、2分子のフルフラールから、触媒のチアミンのチアゾール陽イオンの2位の炭素原子から1つのプロトンが外れることによって、反応してフロインを生成する。

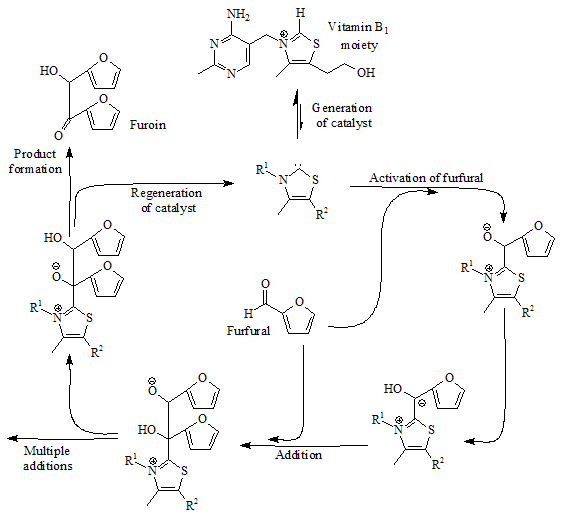
Furoin formation from furfural, catalysed by thiamine

これは、長寿命カルベンの存在の初めての証拠であった。

## 利用
フロインは、可塑剤として用いられる。